# Ловеч
Вижте пояснителната страница за други значения на Ловеч.
Ло̀веч е град в Централна Северна България. По време на османската власт е наричан „Алтън Ловеч“ – „Златният Ловеч“. Ловеч е административен и стопански център на едноименните община Ловеч и област Ловеч. Населението на града по данни на ГРАО към 15.06.2024г. е 31 899 души. По данни на ГРАО към 15 септември 2024 г. в града живеят 31 813 души по настоящ адрес и 39 299 души по постоянен адрес.

## География

### Релеф
Ловеч е разположен на границата на Дунавската хълмиста равнина и предпланината на Стара планина. На 149 km на запад е столицата София, на 161 km на юг е Пловдив, на 306 km на североизток е Варна, на 299 km на югоизток е Бургас, на 33 km на юг е Троян, на 35 km на север е Плевен и на 39 km на изток е Севлиево. Намира се от двете страни на река Осъм, която излизайки от скалиста теснина, прави няколко извивки между хълмовете „Стратеш“, „Хисаря“ и „Баш бунар“. Релефът на околностите е хълмист и силно пресечен. На изток е скалният венец на хълма „Стратеш“. Северозападната част на града плавно се спуска към равнинния релеф на съседната община Плевен. Средната надморска височина на Ловеч е 360 m. Най-високата точка в града е хълмът „Ак баир“, разположен на югоизток със своите 450 m надморска височина, а централната част на Ловеч е най-ниската точка със 150 – 190 m надморска височина и наклон на терена 3 – 8%.

### Климат
Климатът на Ловеч е умереноконтинентален. Средната годишна температура е 12 °C. Лятото е сравнително горещо, а зимата е студена. Разликата между най-ниската и най-високата месечна температура е 20 °C. Микроклиматът на ловешките околности е по-мек, отколкото в равнината около Плевен, като градът е предпазен със скалния си венец от студените северни ветрове. Река Осъм създава през летните горещини известна прохлада.
| Климатични данни на гр. Ловеч         | Климатични данни на гр. Ловеч | Климатични данни на гр. Ловеч | Климатични данни на гр. Ловеч | Климатични данни на гр. Ловеч | Климатични данни на гр. Ловеч | Климатични данни на гр. Ловеч | Климатични данни на гр. Ловеч | Климатични данни на гр. Ловеч | Климатични данни на гр. Ловеч | Климатични данни на гр. Ловеч | Климатични данни на гр. Ловеч | Климатични данни на гр. Ловеч | Климатични данни на гр. Ловеч |
| Месеци                                | яну.                          | фев.                          | март                          | апр.                          | май                           | юни                           | юли                           | авг.                          | сеп.                          | окт.                          | ное.                          | дек.                          | Годишно                       |
| Абсолютни максимални температури (°C) | 21,0                          | 24,0                          | 33,4                          | 32,1                          | 38,0                          | 39,0                          | 40,9                          | 42,5                          | 41,5                          | 38,0                          | 29,4                          | 23,0                          | 42,5                          |
| Средни максимални температури (°C)    | 4,7                           | 6,8                           | 11,9                          | 18,0                          | 23,3                          | 27,0                          | 29,4                          | 29,6                          | 24,8                          | 18,4                          | 10,7                          | 5,7                           | 18,0                          |
| Средни температури (°C)               | 0                             | 1,5                           | 6                             | 11,5                          | 16,5                          | 20                            | 22,5                          | 22                            | 17,5                          | 12                            | 5,5                           | 1,5                           | 12,5                          |
| Средни минимални температури (°C)     | −3,3                          | −2,4                          | 1,6                           | 6,3                           | 11,0                          | 14,6                          | 16,4                          | 16,0                          | 12,1                          | 7,4                           | 2,1                           | −1,9                          | 7,6                           |
| Абсолютни минимални температури (°C)  | −27,1                         | −25,3                         | −20,7                         | −8,2                          | 0                             | 3,8                           | 7                             | 8,1                           | −2                            | −6,5                          | −19,4                         | −24,2                         | −27,1                         |
| Средни месечни валежи (mm)            | 39,6                          | 34,9                          | 47,6                          | 51,5                          | 65,5                          | 67,5                          | 73,5                          | 47,2                          | 50,5                          | 39,8                          | 45,2                          | 46,6                          | 609,4                         |
| ------------------------------------- | ----------------------------- | ----------------------------- | ----------------------------- | ----------------------------- | ----------------------------- | ----------------------------- | ----------------------------- | ----------------------------- | ----------------------------- | ----------------------------- | ----------------------------- | ----------------------------- | ----------------------------- |
| Източник: Stringmeteo.org             |                               |                               |                               |                               |                               |                               |                               |                               |                               |                               |                               |                               |                               |

## История

### Античност
Ловеч е едно от най-старите населени места в България. Следите от човешка дейност датират от най-дълбока древност, за което решаваща роля играе благоприятното разположение на града между планината и равнината, както и наличието на река. Откритите в ловешките пещери останки свидетелстват за активно човешко присъствие от старокаменната, новокаменната, бронзовата и желязната епоха. През IV – III в. пр. Хр. тук живеят траките. Главен източник за проучване на техния живот са тракийските погребения от околните села Смочан, Слатина, Горан, Славяни и Дойренци, както и находките от хълма „Хисаря“ и централната градска част. След завладяването на траките от римляните през I век сл. Хр. на римска пътна карта е отбелязана попътната станция Мелта, която е локализирана в днешния Ловеч. По-късно тук се изгражда римска попътна станция, наречена Президиум. Разположена е на римския път, част от който може да се види и днес в околностите на града. Чрез станцията градът участва в римската транспортна връзка Ескус–Сторгозия–Тримонциум и Сердика–Одесос.
На хълма „Хисаря“ са открити останки от късноантична църква. Намерените материали при разкопки на хълма свидетелстват за заселването на славяни в началото на VI век.

### Средновековие
Малко са сведенията за развитието на града по времето на Първата българска държава. Основно те са от разкрития средновековен некропол от X век в местността „Баш Бунар“. През XI век градът се споменава във връзка с нахлуването на печенеги и техни военни действия с Византия през 1059 г.
Ловешката средновековна крепост е известна от времето на Втората българска държава. Разположена е върху хълм, който по-късно е наречен „Хисаря“. Тук през 1187 г. е решителната битка между въстаническата армия на Асеневци и Византия. Подписаният мирен договор отбелязва признаването на Втората българска държава.
През XIV век Ловеч е владение на деспот Иван Александър от рода Шишман, син на деспот Срацимир и Кераца Петрица. През 1331 г. Иван Александър е избран за български цар. По негово време в околностите на града е построен и функционира като книжовно средище манастирът „Рождество Богородично“, наричан още „Ястреб“. Около 1324 – 1325 г. в Ловеч е роден българският цар Иван Срацимир, втори син на Иван Александър от първия му брак с влахинята Теодора Басараб.
Ловешката крепост е сред последните завладени по време на османското нашествие. Градът е отбраняван от болярина Станко Косан до около 1446 г. През 1520 г. е описан в османски данъчен регистър. Сведения за града от XVII век дават Хаджи Калфа, Филип Станиславович и Евлия Челеби. Според последния градът е търговско-занаятчийски център:
Този град е цветущ. Разположен е на двете страни на река Осъм и се свързва с три моста. Има всичко 3000 големи и солидни къщи. Повечето от тях са покрити с влашки дъски, а на някои стените са много украсени. От прозорците и процепта на къщите, разположени край река Осъм, стопаните могат да ловят риба. Има също каменни сараи (дворци) и 7 малки и големи ханища. Чаршийският хан е разкошен и прилича на безистен. В града има 2 бани, 3 медресета, 5 текета, 6 детски училища (българските деца са много благородни и умни), 6 чешми с животворна вода, 215 дюкяна. Най-прославените изделия на жителите му са пъстрите тъкани и разнообразните сахтияни, които стават много хубаво украсени.

### Възраждане
Първите сведения за развитието на града през епохата на Българското възраждане дават пътешествениците Ами Буе, Феликс Каниц. Основни занаяти тук са табашкия, железарския, абаджийския, кафтанджийския и др. Ловчанци са и добри бакали, фурнаджии, халачи, кафеджиии, кюркчии и др., което показва разнородна стопанска дейност. Към това следва да се добави търговската дейност в пазара на Османската империя и Европа. В края на XVII и началото на XVIII век градът е наречен заради богатството си Алтън Ловеч (Златен Ловеч). От 1780 до 1784 г. Ловеч се развива най-бурно. Според някои данни населението надвишава 20 000 жители. Приблизително такъв брой население (19 575 жители) градът достига отново едва през 1959 г. В административно отношение най-продължително време е каза към Никополския санджак, а по-късно – към Търновския санджак.
Културното развитие се основава върху дейността на манастира „Рождество Богородично“. Най-известните негови ръкописи са „Требник“ (съхраняван в Рилския манастир) и преписа на Бориловия синодик (съхраняван в Санкт Петербург). На 1 януари 1870 г. е учредено Ловчанското читалище „Наука“. Към него е уредена библиотека, изнасят се сказки, вечеринки, неделни четения, а през същата година е изнесена първата театрална пиеса „Райна княгиня“.
В квартал „Вароша“ се откриват безплатни и достъпни за всички деца училища: Горнокрайско и Долнокрайско (1846 – 1847), а през 1870 г. девическо училище. Учител в Горнокрайското училище през 1847 – 1849 г. е Петко Славейков. През 1872 г. учителят Михаил Радославов въвежда звучната метода на обучение и възрастовото разпределение на учениците по класове.
По време на Руско-турските войни от XIX век градът често има оперативно значение за хода на бойните действия. През Руско-турската война (1806 – 1812) руските войски два пъти превземат Ловеч. На 18 октомври 1810 г. от отряда на генерал-майор Михаил Воронцов и на 31 януари 1811 г. от отряда на генерал-майор Емануил Сен-При. С тези действия е попречено на османското настъпление в Северна България. По време на Руско-турската война (1828 – 1829) руска колона с командир генерал-адютант Павел Кисельов превзема града на 30 септември 1829 г.
Ловеч е известен като център на Вътрешната революционна организация на Васил Левски. Ловешкият частен революционен комитет е провъзгласен за „Привременно правителство“ (Вътрешен централен революционен комитет). Левски редовно посещава града в периода 1869 – 1872 г.
През 1872 – 1874 г. майстор Никола Фичев изгражда единствения по рода си на Балканите Покрит мост. Впоследствие е изгорен до основи (1925) и възстановен през 1931 г.

### Руско-турска война (1877 – 1878)
През Руско-турската война от 1877 – 1878 Ловеч на два пъти е освобождаван от руските войски. За първи път това става на 5 юли 1877 г. от малък конен отряд на полковник Алексей Жеребков. На 15 юли 1877 г. руските сили са принудени да се оттеглят заради настъпление на части от Западната османска армия (командир Рифат паша). Градът е подложен на разграбване и унищожение. Избити са около 2600 мирни жители от Ловеч и околните селища. След отблъскването на атаките на Сюлейман паша при Шипченския проход, руският главен щаб решава да се превземе Ловеч. Задачата е възложена на генерал-майор Александър Имеретински с отряд от 22 693 офицери и войници, състоящ се от 25, 12 пехотни батальона, 13 казашки сотни, 12,2 артилерийски батареи с 98 оръдия и 1/8 сапьорен батальон. На 22 август руските части, разделени на две колони, под командването на генерал-майор Михаил Скобелев и генерал-майор Владимир Доброволски освобождават Ловеч. Признателните ловешки граждани увековечават освобождението си, като на хълма „Стратеш“ поставят Белия паметник и Черния паметник.

### След Освобождението
По време на Освобождението населението намалява драстично. Значителни са жертвите сред българското население в хода на бойните действия в Руско-турската война (1877 – 1878). Повечето турци са изселени и избити. Непосредствено след Освобождението свободен Ловеч наброява едва 4500 души. 
В резултат от войната се създава системата на местното българско управление. То се осъществява от Ловешката градска община. Първи изборен кмет на Ловеч е Иван Драсов. През първите 22 години на свободна България Ловеч е окръжен център за Ловешка, Троянска и Тетевенска околии. От 1901 г. е околийски център.
На общинските избори след края на Първата световна война през 1920 г. в мнозинство в Общинския съвет на Ловеч печели БКП. Общинският съвет избира за кмет Никола Илиев. За смекчаване ударите на следвоенната криза провежда активна социална политика. В 1921 година управлението на общината е разтурено от правителството на Александър Стамболийски.
През 1921 – 1927 г. е построена железопътната линия от Левски до Ловеч, която свързва града с железопътната мрежа на страната. По време на Втората световна война, след голямата бомбардировка на София на 10 януари 1944 г., в Ловеч е евакуиран Софийският университет „Свети Климент Охридски“.
Ловеч става окръжен град през 1959 г. и областен център през 1987 г.

### Лагерът „Слънчев бряг“ (1959 – 1962)
През 1959 г. в каменната кариера край Ловеч комунистическата власт изгражда трудов лагер с наименование „ТГ“ (трудова група) под ръководството на поделение 1248 „ВИ“ МВР гр. София, а от лятото на 1961 г. – на поделение 10 001 МВР гр. София. Той е секретен и един от най-жестоките лагери в България. В лагера без съд и присъда са въдворявани хора заради „подривно-диверсионна дейност“, фалшифициране на документи, разказване на вицове срещу комунистическите управници, бивши депутати-земеделци, както и младежи, изпратени от местните управления на Народната милиция като „хулигани“. От 1501 души, минали през концлагера край Ловеч, 155 стават жертва на убийства и на изключително тежкия режим. През септември 1961 г. жените от лагера, около 150, са преместени в с. Скравена. Лагерът край Ловеч е закрит през април 1962 г., след като проверка на висшето комунистическо ръководство установява нарушения на закона, тежък режим и физическо насилие, но от никого не е потърсена наказателна отговорност.
Лагерът се намира при разклона за с. Хлевене вдясно по посока Троян и се състои от няколко бараки, останали от младежката бригада, която през 1947/8 г. изгражда ж. п. линията Ловеч-Троян.

## Население

### Численост на населението
Численост на населението според преброяванията през годините:
- 1887 – 7008 души
- 1910 – 8421 души

| \| Година на преброяване \| Численост \| \| --------------------- \| --------- \| \| 1934 \| 11 375 \| \| 1946 \| 13 798 \| \| 1956 \| 19 617 \| \| 1965 \| 33 584 \| \| 1975 \| 43 973 \| \| 1985 \| 48 931 \| \| 1992 \| 48 242 \| \| 2001 \| 44 146 \| \| 2011 \| 36 600 \| \| 2021 \| 28 767 \| |           |
| Година на преброяване | Численост |
| 1934 | 11 375    |
| 1946 | 13 798    |
| 1956 | 19 617    |
| 1965 | 33 584    |
| 1975 | 43 973    |
| 1985 | 48 931    |
| 1992 | 48 242    |
| 2001 | 44 146    |
| 2011 | 36 600    |
| 2021 | 28 767    |

Долината на река Осъм е обитавана от праисторическите времена. Първите заселници са в Деветашката пещера и неолитните селища. По-късно последователно се заселват траки, римляни, славяни и българи. Завладяването на града от османските турци променя съществено етническия състав на населението, който е смесен от българи и турци. Пътешественикът Евлия Челеби през XVII век описва града с население от не по-малко от 10 000 души. През 1837 г. Ами Буе определя населението на 12 000 души. Руско-турските войни от XIX век, няколкото чумни епидемии и преселванията във Влашко често променят броя на населението. След освобождението от османско владичество според преброяване на населението извършено от Временното руско управление то намалява от 15 000 на 4500 души в резултат от чувствителни човешки жертви и изселване на турското население. В следващите петдесет години след развитие на стопанския живот броят на хората се удвоява. След преброяването от 1926 г. професор Анастас Иширков отбелязва еднородността на населението, като 95% от него е с български произход. За периода 1946 – 1975 г. след интензивна урбанизация се увеличава четири пъти и достига 43 973 души, като най-голям е неговият брой през 1991 г. – 51 945 души. Увеличението е от преселване на хора от селата в града и увеличената раждаемост. Според данните от преброяването през 2011 г. населението на града след процеси на миграция към други градове и чужбина, увеличена смъртност и намаляла раждаемост е 36 600 души.
Населението на града към края на 2019 г. е 34 056 жители, според което градът е 27-и по население в България.
Таблицата показва изменението на населението на града в периода от 1887 до 2021 г.:
| Ловеч | Ловеч | Ловеч | Ловеч | Ловеч  | Ловеч  | Ловеч  | Ловеч  | Ловеч  | Ловеч  | Ловеч  | Ловеч  | Ловеч  | Ловеч  | Ловеч  | Ловеч  |
| --- | ----- | ----- | ----- | ------ | ------ | ------ | ------ | ------ | ------ | ------ | ------ | ------ | ------ | ------ | ------ |
| година | 1887  | 1910  | 1934  | 1946   | 1956   | 1965   | 1975   | 1985   | 1991   | 2001   | 2005   | 2007   | 2009   | 2011   | 2021   |
| население | 7008  | 8421  | 9420  | 11 829 | 17 901 | 30 879 | 43 973 | 48 862 | 51 945 | 44 262 | 40 824 | 39 734 | 38 579 | 36 600 | 31 891 |
| Източници: Национален статистически институт, Citypopulation.de, Pop-stat.mashke.org и Географски институт при БАН |       |       |       |        |        |        |        |        |        |        |        |        |        |        |        |

### Религии
Православие
Ловеч се населява предимно от православни християни. Ловчанска епархия е една от днешните 12 епархии в България. Градът е митрополитско седалище още от времето на цар Иван Асен II (1218 – 1241). В Ловешката средновековна крепост се намират останките на няколко средновековни църкви. По време на османското владичество диоцезът е понижен в ранг „епископия“. Ловчанските митрополити са гърци. Гражданите са активни в борбата за създаване на българска църква. Построени са два нови храма. В църквата „Света Неделя“ стенописите са дело на братята зографи Наум Илиев и Ненчо Илиев. Вторият храм е църквата „Света Богородица“ (1834 г.) В средата на XIX век гражданите прогонват гръцкия епископ Мелетий I Ловчански и за ловчански епископ през 1852 г. е ръкоположен българинът Иларион. Като най-възрастен духовник той председателства Първия църковно-народен събор в 1871 година. През 1872 година е избран за Български екзарх, но не встъпва в длъжността. През 1877 г. този пост заема ловчанският митрополит Йосиф. Ловчански митрополити са редица известни дейци на Българската православна църква.
- Катедрален храм „Св. Св. Кирил и Методий“[23]
- Църква „Света Богородица“
- Църква „Света Троица“
- Църква „Света Неделя“
- Църква „Йоан Рилски“ в квартал „Гозница“[24]
- Църква „Свети пророк Илия“[25]
- Манастир „Рождество Богородично-Ястреб“[26]

Протестантство
През 1882 г. американският методист D. C. Challis основава Американския девически колеж, в който се построява малък храм, а по-късно и близката протестантска църква, която съществува и днес като част от Евангелската методистка епископална църква.

## Политика

### Кмет
Длъжността „кмет на Ловеч“ е създадена на 31 август/12 септември 1877 г. след освобождението на града от османско владичество. Първите избори са проведени от Временното руско управление по правила, утвърдени от руския императорски комисар в България Александър Дондуков. Пръв кмет на града е Иван Драсов. Следващите избори се провеждат на основание нормите на действащата към това време конституция. Първоначално кметът е избиран от общинските съветници. При извънредни обстоятелства в системата на държавното управление е назначаван от Министъра на вътрешните работи. По силата на Конституцията на Република България от 1990 г. кмет на Ловеч е изборна длъжност на местното управление в Община Ловеч. От 1991 г. се избира пряко от гражданите на Ловешката община.

### Общински съвет
Според Закона за местното управление и местната администрация управлението на община Ловеч е със структура, съставена от кмет и общински съвет от 29 съветници. Съставните населени места имат изборен кмет или кметски наместник. Общинският съвет приема основните наредби и правилници, които действат на територията на община Ловеч. Общинските съветници и кмета имат право на инициатива за внасяне на предложения. Обсъждането е в постоянните комисии на общинския съвет и неговата сесия. Изпълнението на взетите решения от общинския съвет се осъществява от общинската администрация. На всеки четири години се избира нов общински съвет и кмет, като следващите избори са предвидени за 2027 г. Разпределението на местата в общинския съвет след последните избори от 29.10.2023 г., при изборна активност от 44%, е следното:
| Партия                                         | Изборен резултат | Получени гласове | Мандати |
| ---------------------------------------------- | ---------------- | ---------------- | ------- |
| ГЕРБ-СДС                                       | 26,04 %          | 3,616            | 8       |
| Местна коалиция ИТН-Български възход           | 15,82 %          | 2,197            | 5       |
| БСП за България                                | 14,95 %          | 2,076            | 5       |
| Граждани за общината - Ново начало             | 11,40 %          | 1,583            | 4       |
| Продължаваме промяната - Демократична България | 11,34 %          | 1,575            | 4       |
| Възраждане                                     | 6,32 %           | 877              | 2       |
| Левицата!                                      | 4,90 %           | 681              | 1       |

## Икономика

### Промишленост
Ловеч е един от промишлените центрове на България. Застъпено е производството на кожи и кожени облекла, хранително-вкусовата промишленост, производството на ръчни електрически инструменти, велосипеди, системи за кари, чугунени отливки и мебели. Развива се традиционното производство на зърнени култури, месо, мляко и зеленчуци.
В периода 1943 – 1954 г. Държавната самолетна фабрика произвежда българските самолети ЛАЗ, АВИА и ДАР. След закриване на самолетното производство през 1954 г. заводът е преименуван на „Балкан“ и започва производството на мотоциклети Балкан и сглобяването на леки автомобили Москвич Алеко.
В по-ново време дружеството „Литекс моторс“ и китайската компания Great Wall Motor Co откриват автомобилен завод в с. Баховица, близо до Ловеч. Открит е на 21 февруари 2012 г, като той прекратява дейността си през 2017 г. Тук са се сглобявали лек автомобил Voleex C10, пикап Steed 5 и джип Hoover H5.
Други по-известни на вътрешния и външен пазар са фирмите: Балкан АД, Осъм АД, част от MTG, Технокороза АД, Спарки Елтос АД, Никром-тръбна мебел АД, Велга ООД, Белсма Фърничър ЕООД, R-Стил ООД, Горкомерс ЕАД, Славимес ЕООД, Винал АД, Мелиса ООД, Бонмикс АД, Технострой ООД, Литекс джукс АД, водеща фирма в областта на пътното строителство е „Пътстрой-Ловеч“ ЕООД.

### Транспорт
Ловеч е свързан с директен автобусен транспорт с по-големите градове в България. Обслужва се от автогара Ловеч. Железопътният транспорт е по линията Левски-Троян с връзка по жп линията Варна (Русе) – София. Обслужва се от Железопътна гара Ловеч. Вътрешният градски транспорт е редовен. Обслужва се от „Ловеч автотранспорт“ ЕООД и таксиметрови фирми.

## Здравеопазване
Здравеопазването е представено от многопрофилна болница за активно лечение „Професор д-р Параскев Стоянов“ АД. Осъществява първична и специализирана извънболнична медицинска помощ, болнична помощ, обществена профилактика и санитарен контрол. Тук денонощно работят дежурни екипи. Приемът на спешните случаи се извършва 24 часа в денонощието. Болницата е естествен специализиран център за оказване на болнична помощ на пациенти от града и прилежащите към него общински центрове.

## Образование и наука
- Колеж към Технически университет - Габрово
- ОУ „Васил Левски“
- ОУ „Проф. Димитър Димов“
- ОУ „Христо Никифоров“
- ОУ „Св. св. Кирил и Методий“
- СУ „Свети Климент Охридски“
- СУ „Тодор Кирков“
- СУ „Панайот Пипков“
- ПЕГ „Екзарх Йосиф I“
- Профилирана природоматематическа гимназия
- Професионална гимназия по ветеринарна медицина „Проф. д-р Димитър Димов“
- Професионална гимназия по кожарство, облекло и химични технологии „Марийка и Маринчо Караконови“
- Професионална гимназия по механо-електротехника
- Професионална гимназия по икономика, търговия и услуги
- Общински детски комплекс

## Култура

### Организации
- Регионален исторически музей
- Етнографски комплекс „Драсова и Рашова къщи“
- Музей „Васил Левски“
- Къкринско ханче
- Ловешка средновековна крепост
- Музейна сбирка „Васил и Атанас Атанасови“
- Музей на Средно училище „Свети Климент Охридски“
- Драматичен театър
- Ловчанско читалище „Наука“
- Регионална библиотека „Професор Беньо Цонев“
- Художествена галерия
- Галерия „Дарение Казаков“
- Галерия „Дарение Мирчо Мирчев“
- Галерия „Вароша“
- Клуб на дейците на културата
- Общински духов оркестър
- Общински фолклорен ансамбъл „Ловеч“
- ELECTRIC STYLE CREW – брейк танцова формация „Ловеч“
- Детско-юношески танцов състав „Ловеч“
- Клуб по акробатичен рокендрол „Роксмайл“[37]
- Трио „Вароша 87“
- Китарен оркестър „Ритъм“
- Младежки духов оркестър с мажоретен състав „Еликсир“
- Балет „Ралица“
- Фолклорна формация „ЕЛИТ“[38]
- Смесен хор „Панайот Пипков“
- Смесен църковен хор „Евстати Павлов”[39]
- Детска вокална група „Пееща дъга“
- Детско-юношески църковен хор „Арахангелский глас“
- Студия за поп пеене Singing Stars
- Гражданско сдружение „Ловчанци“

## Медии
Печатни и интернет
- в. „Ловеч прес“[40]
- в. „Народен глас“[41]
- в. „Ловеч глас“[42]
- в. „Перо“[43]
- „Ловеч днес. eu“[44]
- „Ловеч днес. com“[45]
- „Ловеч Онлайн. com“[46]
- Север.бг –[47]

Радио и телевизия
Местното радио се излъчва от радиорелейна и телевизионна станция „Стратеш“ с надморска височина 282 m и височина на антенната система 15 m и станция на хълма „Ак баир“ с надморска височина 350 m. Предавателите на радио „Зетра“ и „БГ радио“ за Ловеч са разположени на покрива на сградата на областната администрация.
- „Зетра“ ТВ
- ТВ „Ловеч“.
- Радио „Зетра“
- Общинско радио

## Спорт
- ПФК Литекс
- Градски стадион
- Национален фенклуб „Литекс НПО“
- Сдружение хандбален клуб „Осъм“
- Спортен клуб по тенис
- Спортен карате клуб „Киокушин“
- Шахматен клуб „Прогрес“
- Туристическо дружество „Стратеш“
- Сдружение клуб по ориентиране
- Спортен клуб по културизъм и силов трибой „Вароша“
- Спортен клуб по бейзбол и софтбол „Игълс“
- Спортен клуб по баскетбол
- Сдружение хандбален клуб „Ловеч 98“
- Спортен клуб по борба
- Сдружение „Моделклуб Ловеч“[49]
- Сдружение клуб по акробатичен рокендрол „Роксмайл“
- Женски отбор по футбол „Литекс Лейдис“

## Забележителности
- Покрит мост
- Архитектурно-исторически резерват „Вароша“
- Стара градска баня „Дели Хамам“ Архив на оригинала от 2019-12-22 в Wayback Machine.
- Барокови къщи
- Паметник на Васил Левски
- Паметник на Тодор Кирков
- Белия паметник
- Черния паметник
- Алея на българо-руската дружба
- Парк „Стратеш“
- Зоопарк (Ловеч)
- Алея Баш бунар
- Деветашка пещера
- Сливешки ливади
- Паметник на Васил Йорданов *

## Редовни събития
- Цветница и Връбница са едни от официалните и популярни събития в Ловеч, които се честват всяка пролет. Този ден се отбелязва с многобройни програми, културни мероприятия и изложби, организирани главно на площад „Тодор Кирков“ в старинния квартал Вароша. Провеждат се традиционен пазар на народните занаяти и увеселения.
- Празник на Ловеч 11 май – ден на Св. св. Кирил и Методий.
- Ловешки есенен панаир.
- Ловеч Бардфест.
- През 2015 г. по предложение на проф. Игнат Игнатов и под егидата на областния управител д-р Мадлена Бояджиева Ловешка област е обявена за Световна зона на планинската вода.

- Катедрален храм „Св. св. Кирил и Методий“
- Начало на Втората българска държава – паметник, Ловеч
- Музей на водата в Ловеч (баня Дели Хамам)

## Личности
- Станко Косан или Станко Ловечки. Станко Кочан Ловечки, наричан в османските летописи „Устанко Кусам“, е български болярин от XV век. Последният владетел на Ловешка средновековна крепост.
- Ванчо Йотов, български революционер от ВМОРО, четник на Стефан Димитров[57]
- Никола Райчев, български революционер от ВМОРО, четник на Никола Георгиев Топчията[58]
- Станко Александриев, български революционер от ВМОРО, четник на Стефан Димитров[57]
- Сирко Станчев, български военен, народен представител, осъден на смърт от т.нар. Народен съд и екзекутиран
- Георги Иванов – космонавт
- Димитър Димов – писател